# جوزيف مكيب
جوزيف مارتن مكيب (12 نوفمبر 1867 – 10 يناير 1955) كان كاتبًا إنجليزيًا ومتحدثًا لصالح الفكر الحر، بعد أن قضى جزءًا من حياته قسًا رومانيًا كاثوليكيًا. كان واحدًا من «أبواق الفكر الحر في إنجلترا». وبتحوله إلى ناقد للكنيسة الكاثوليكية، انضم مكيب إلى مجموعات كالجمعية العقلانية والجمعية العلمانية الوطنية. وقد انتقد المسيحية من منظور عقلاني، لكنه كان منضمًا أيضًا إلى جمعية ثاوث بليس الأخلاقية التي نشأت عن معارضة البروتستانتية وكانت مقدمة للإنسانية العلمانية الحديثة.

## النشأة
ولد مكيب في ماكلسفيلد في شيشاير لعائلة من خلفية كاثوليكية أيرلندية، لكن عائلته انتقلت إلى مانشستر أثناء طفولته. انضم إلى الرهبان الفرنسيسكانيين في سن 15 عامًا، ودرس سنة تمهيدية في دير جورتون. وقضى سنة التدريب الرهبانية في كيلارني، وانتقل بعدها إلى فورست جيت في لندن (والتحق بمدرسة تعرف الآن بمدرسة القديس بونافينتيور الكاثوليكية) وأكمل هناك تعليمه الكهنوتي. وفي عام 1890 أصبح قديسًا باسم البابا أنتوني.
عرف مكيب بأنه باحث بارع في الفلسفة، وأرسل لمدة عام (1893 – 1894) للدراسة في جامعة لوفان الكاثوليكية. وقد نجح هناك في تعلم العبرية على يد ألبين فان هونر، ولم يحظ بنفس النجاح في دراسة السريانية على يد تي. جيه. لامي. وتعلم مكيب أيضًا من ميرسير، وأصبحا صديقين. عاد مكيب إلى لندن واستأنف واجباته الكهنوتية والتعليمية، حتى أكتوبر 1895 حين عين مسؤولًا عن كلية فرنسيسكانية أسست جديدًا في باكنجهام (والتي تعرف الآن باسم كنيسة القديس برناردين الكاثوليكية، باكنجهام). وقد بدأ يفقد إيمانه تدريجيًا وترك في النهاية في فبراير 1896 ذلك المنصب والكهنوت.

## مسيرته المهنية ككاتب
بعد وقت قصير من تركه للكهنوت، بدأ مكيب يمارس الكتابة. وقد كتب كتيبًا عن خبراته، من روما إلى العقلانية، نشر عام 1897، والذي امتد ليصبح بطول كتاب، وأصبح عنوانه اثني عشر عامًا في أحد الأديرة (1897). كتب ويليام فيرجسون عنه: «كان شديد العداء للكاثوليكية، لكنه كان أيضًا نشطًا في تقويض الإيمان الديني بشكل عام». في الفترة ما بين عامي 1898 – 1899 كان سكرتيرًا لجمعية ليستر العلمانية، وقد كان عضوًا مؤسسًا في مجلس الإدارة في عام 1899 لجمعية الصحافة العقلانية ببريطانيا العظمى. وكتب بغزارة في العلوم والدين والسياسة والتاريخ والثقافة، فألف ما يقرب من 250 كتابًا خلال حياته. نشر الكثير من كتبه وكتيباته من قبل إي هالدمان يوليوس، سواء ككتب زرقاء صغيرة أو كبيرة. وقد نشر ما يزيد عن 100 كتاب كبير من كتب مكيب.
حظي مكيب بالاحترام أيضًا لكونه متحدثًا، وألقى عدة آلاف من المحاضرات في حياته.
كان مكيب أيضًا من المدافعين عن حقوق المرأة وعمل مع السيدة بانكهورست والسيدة ولستنهولمي إلمي على خطابات تفضل إعطاء المرأة البريطانية الحق في التصويت.
يعرف مكيب أيضًا بأنه ذكر في كتاب الهراطقة لتشيسترتون. ففي مقال سابق، انتقد تشيسترتون بشدة لإدخاله المزاح على كتاباته الجادة. وبقيامه بذلك، سمح لتشيسترتون بأن يسخر منه قائلًا «يظن السيد مكيب أنني لست جادًا وإنما مضحكًا وحسب، لأن السيد مكيب يظن أن المضحك نقيض الجاد. المضحك نقيض غير المضحك، لا شيء آخر».